# Torneo de Atlanta 2015
El BB&T Atlanta Open 2015 es un torneo de tenis. Pertenece al ATP Tour 2015 en la categoría ATP World Tour 250. El torneo tendrá lugar en la ciudad de Atlanta, Estados Unidos, desde el 27 de julio hasta el 6 de agosto de 2015 sobre canchas duras, el cual pertenece a un conjunto de torneos que forman al US Open Series 2015.

## Cabezas de serie

### Individual
| Tenista          | Ranking | Preclasificada |
| John Isner       | 18      | 1              |
| Vasek Pospisil   | 30      | 2              |
| Jack Sock        | 31      | 3              |
| Adrian Mannarino | 33      | 4              |
| Marcos Baghdatis | 45      | 5              |
| Steve Johnson    | 46      | 7              |
| Gilles Müller    | 52      | 8              |
| Benjamin Becker  | 53      | 9              |

- Ranking del 20 de julio de 2015

### Dobles
| Tenista                  | Ranking | Preclasificada |
| Bob Bryan Mike Bryan     | 2       | 1              |
| Vasek Pospisil Jack Sock | 29      | 2              |
| Eric Butorac Artem Sitak | 83      | 3              |
| Mate Pavić Michael Venus | 102     | 4              |

## Campeones

### Individual Masculino
John Isner venció a  Marcos Baghdatis por 6-3, 6-3

### Dobles Masculino
Bob Bryan /  Mike Bryan vencieron a  Colin Fleming /  Gilles Müller por 4-6, 7-6(2), [10-4]